# غردنة أشتر (غرمسار كرمان)
غردنة أشتر (بالفارسية: گردنه اشتر) هي قرية تقع في إيران في قسم غرمسار الریفي.